# Capilla
Capilla – gmina w Hiszpanii, w prowincji Badajoz, w Estramadurze, o powierzchni 146,99 km². W 2011 roku gmina liczyła 182 mieszkańców.